# Viktorivka, Bratske
Viktorivka (în ucraineană Вікторівка) este un sat în comuna Șevcenko din raionul Bratske, regiunea Mîkolaiiv, Ucraina.

## Demografie
Componența lingvistică a localității Viktorivka
     Ucraineană (52,56%)
     Română (33,33%)
     Rusă (7,69%)
Conform recensământului din 2001, majoritatea populației localității Viktorivka era vorbitoare de ucraineană (52,56%), existând în minoritate și vorbitori de română (33,33%), rusă (7,69%) și armeană (6,41%).